# 김시철
김시철(金時哲, 1930년 3월 21일~2023년 5월 26일)은 대한민국의 시인이다. 호는 하서(河書)이고 함경북도 성진에서 출생하였다. 1942년에 하대보통학교를, 1946년에 배영중학교를 졸업하였다. 6.25 전쟁 중 1.4 후퇴 때 월남하였다.

## 경력
- 1953년~1956년 잡지 《개척》, 《부부》의 기자
- 1956년 시집 《임금》의 출간을 계기로 김광섭에 의해 문단에 나옴
한국자유문학자협회 회원 및 한국시인협회 창립회원
- 1956년~1960년 월간문학잡지 《자유문학》 편집장
- 1960년 대한출판문화협회 홍보부장 및 《출판문화》 창간
- 1970년~1985년 “시대문화사” 창설 및 운영
- 1974년 국제펜클럽 한국본부 이사
- 1989년~1994년 한국문인협회 부이사장
- 1996년~2000년 한국문인협회 회장(제29대~제30대 연임)
- 2001년~2023년 강원도 평창에서 평창문예대학 운영

## 수상
- 1977년 제14회 한국문학상 수상
- 1989년 한국문화예술상 대상
- 1992년 제41회 서울시 문화상 문학부문 수상
- 2011년 제12회 청마문학상 본상 수상

## 작품활동
- 시집 《임금》(삼천리사, 1956)
- 시집 《조용한 무제》(한국문화사, 1967)
- 연작시집 《생활》(한일출판사, 1977)
- 시집 《시가 안 되는 밤에》(도서출판 우경, 1988)
- 시집 《금붕어가 간호하는 병실》(도서출판 남광, 1990)
- 시집 《친구의 눈물》(마을, 1995)
- 시집 《그대 빈자리》(도서출판 글나무, 1997)
- 시집 《어머니의 달》(도서출판 글나무, 2001.)
- 시집 《공심산방》(도서출판 글나무, 2003)
- 시집 《금당계곡》(도서출판 글나무, 2004)
- 시집 《나를 찾고자 하네》(도서출판 글나무, 2006)
- 시집 《강원도 부자》(도서출판 글나무, 2007)